# Липгарт, Роман Эрнестович
Роман Эрнестович [фон] Липгарт (нем. Renaud Franz von Liphardt; 1880—1942) — военно-морской деятель Российской империи, один из основоположников русского подводного флота, испытатель первых русских и советских подводных лодок; сын живописца Эрнста Липгарта.

## Биография
Происходил из рода Липгартов. Родился 4 (16) июля 1880 года в Париже. Дед — Липгарт, Карл Эдуард, отец — Липгарт, Эрнст Карлович; брат — Павел Эрнестович фон Липгардт (1887, Санкт-Петербург — после 1960, Париж).
Учился в Санкт-Петербурге: окончил Морское училище (1900), специальные классы подводного плавания (1904), Морской кадетский корпус (1910). С 6 мая 1900 года  — в звании мичмана, 6 декабря 1905 — лейтенанта, 10 апреля 1911 — старшего лейтенанта, 6 апреля 1912 - капитана второго ранга.
В 1903—1904 годах работал в русском посольстве в Токио.
После гибели экипажа подводной лодки «Дельфин» принял командование (03.09.1904—15.10.1904) и довёл лодку до сдачи в эксплуатацию. Письмом начальника Главного морского штаба № 26153 10 декабря 1905 года от имени Морского министерства ему была выражена «искренняя признательность за особые труды и полезную деятельность по усовершенствованию во флоте дела подводного флота».
В 1914—1916 годах был уполномоченным морского ведомства на заводах «Рекс», «Тэм» и «Тюдор», капитан 2-го ранга. Сразу после октябрьской революции 1917 года — начальник части общих дел Управления подводного плавания. В период 27.05.1918 — 01.01.1920 был командиром Петроградского военного порта; в 1921—1923 гг. — заведующий радиотелеграфным кабинетом Соединённых классов для подготовки специалистов комсостава флота (с 1922 года — Морской академии); с 6 апреля 1924 года — заведующий отделом снабжения Петроградского монетного двора.
Кавалер орденов: Св. Анны 3-й степени (22.04.1907), Св. Станислава 2-й степени (25.03.1912), Св. Владимира 4-й степени (30.07.1914). 
Умер 3 марта 1942 года во время блокады Ленинграда; похоронен на Смоленском лютеранском кладбище (участок №20).
Жена — Евгения Яковлевна Липгарт (в девичестве Сазонова) (ум. 27 января 1942 года).